# جفری فریدمن (فیلم‌ساز)
جفری فریدمن (انگلیسی: Jeffrey Friedman؛ زادهٔ ۲۴ اوت ۱۹۵۱) کارگردان، فیلم‌نامه‌نویس، تهیه‌کننده، و تدوین‌گر اهل ایالات متحده آمریکا است.
از فیلم‌های او می‌توان به آخر بازی اشاره کرد.